# Джива
Джива (санскр. जीव) — в індуїзмі та джайнізмі жива істота, або, конкретніше, безсмертна сутність живої істоти (людини, тварини, риби чи рослини), яка залишається навіть після фізичної смерті. Поняття дживи близьке до атману, але атман — це космічне Я, тоді як джива означає конкретну живу істоту. Слово джива походить від санскритського кореня джив — дихати. Це той же індо-європейський корінь від якого походить наше живий і латинське vivus.
В Бгаґавад-Ґіті джива описується як незмінна вічна сутніть, яку неможливо жодним чином знищити. Вона не належить матеріальному світові (пракріті) й не є його продуктом, але вищої, духовної природи. В момент фізичної смерті джива вселяється в інше тіло, залежно від карми та своїх особистих бажань і потреб.

## Мета
Джайнські та індуїстські тексти описують мету дживи як одне з наступних досягнень:
- звільнення від матеріального буття (мокша)
- досягнення чистої любові до Бога (бгакті)
- досягнення звільнення від щастя й страждань світу, усе ж залишаючись в ньому (джіванмукта)